# Этаме, Рики
Рики Этаме (фр. Ricky Aitamai; род. 22 декабря 1991, Таити, Французская Полинезия) — таитянский футболист, центральный полузащитник клуба «Венюс» и национальной сборной Таити.

## Клубная карьера
Взрослую карьеру начал в таитянском клубе «Венюс» в 2011 году, цвета которого защищает по сей день.

## Карьера в сборной
Дебютный матч за национальную сборную Таити провёл 26 марта 2013 года, выйдя на замену в игре отборочного турнира ОФК Чемпионата мира против сборной Новой Каледонии..
В 2013 году принимал участие во всех трёх матчах сборной Таити в рамках финального турнира Кубка конфедераций 2013.